# Aljaksej Katkavec
Aljaksej Vasil'evič Katkavec (in bielorusso Аляксей Васільевіч Каткавец?; tr.en.: Aliaksei Vasilyevich Katkavets; 7 giugno 1998) è un giavellottista bielorusso.

## Palmares
| Anno | Manifestazione    | Sede      | Evento                 | Risultato | Prestazione | Note                          |
| ---- | ----------------- | --------- | ---------------------- | --------- | ----------- | ----------------------------- |
| 2015 | Mondiali under 18 | Cali      | Lancio del giavellotto | 17º (q)   | 68,01 m     |                               |
| 2016 | Mondiali under 20 | Bydgoszcz | Lancio del giavellotto | 19º (q)   | 70,43 m     |                               |
| 2017 | Europei under 20  | Grosseto  | Lancio del giavellotto | Argento   | 76,91 m     | Miglior prestazione personale |
| 2019 | Europei under 23  | Gävle     | Lancio del giavellotto | Bronzo    | 80,31 m     |                               |
| 2019 | Mondiali          | Doha      | Lancio del giavellotto | 14º (q)   | 81,52 m     |                               |
| 2021 | Giochi olimpici   | Tokyo     | Lancio del giavellotto | 6º        | 83,71 m     |                               |